# Truus Urlus
Johanna Gertruda (Truus) Urlus (Tilburg, 8 mei 1879 – Den Haag, 7 december 1957) was een Nederlands sopraan.
Ze was dochter van Anna Maria Smarius en Frans Jozef Urlus, die getrouwd waren in Brussel op 11 november 1853. Ze was de zus van Jacques Urlus. Ze was tussen 1900 en 1905 (echtscheiding) getrouwd met Petrus Hendrikus Antonius Blom, ambtenaar bij Staatsspoorwegen. Ze werd in 1909 de tweede vrouw van dirigent van de Schager Harmoniekapel Jan Gerrit (Dartillact) van Tright; dat huwelijk hield stand tot 1927. Van Tright trouwde vervolgens met Mathilde Alica Hinken; hun zoon Evert van Tright was bekend cellist.

Ze rolde het vak in via haar broer. Maar ook Richard Hol zorgde ervoor dat ze zangles nam. Ze kreeg vervolgens opleiding aan de school van Cateau Esser in Amsterdam. Al een half jaar later stapte ze over naar het Conservatorium van Amsterdam en kreeg als docente Cornélie van Zanten. Al tijdens die opleiding stond ze als concertzangeres op de podia. Haar stem tijdens concert met de zangvereniging Fidelio in Utrecht viel Hugo Nolthenius positief op; hij tekende in Weekblad voor Muziek aan:
Indien hare stem door een meesterhand wordt geleid, gaat ze een schoone carrière tegemoet
Na de opleiding sloot ze zich aan bij de Nederlandse Opera van Cornelis van der Linden Na een rol in 1899 in de Koningin van Saba volgde tal van rollen tot en met Het lucifersmeisje van August Enna. Die Nederlandse Opera was nog maar een kort leven beschoren. Urlus volgde vervolgens haar lerares naar Berlijn. Na nog een jaar les kwam ze terug naar Amsterdam en trad toe tot de kort bestaande Vereeniging De Noord Nederlandsche Opera van David Koning jr., geen gelukkige keus want dat gezelschap werd al na twee maanden in het seizoen van 1904 opgedoekt. Echter, een aanstelling bij het Stadtstheater in Barmen volgde, opgevolgd door een aanstelling in Bern. Na haar huwelijk met Van Tright werd ze zanglerares te Schagen, al trad ze af en toe met haar man op.
Ze zou ondanks een loopbaan van 1899 tot 1927 nooit zo bekend worden als haar broer.